# Charles Hickcox
Charles « Charlie » Buchanan Hickcox, né le 6 février 1947 à Phoenix et mort le 15 juin 2010 à San Diego, est un nageur américain spécialiste du quatre nages et du dos.
Il remporte quatre médailles aux Jeux olympiques d'été de 1968 dont trois d'or (200 mètres quatre nages, 400 mètres quatre nages et relais 4 × 100 mètres quatre nages en or ; 100 mètres dos en argent). Il réalise également de nombreux podiums lors des Jeux panaméricains de 1967 et de l'Universiade d'été de 1967.
Nageur de l'année 1968, il est membre de l'International Swimming Hall of Fame.
Il fut marié à la plongeuse Lesley Bush.